# 奥村易英
奥村 易英（おくむら やすひで）は、安土桃山時代から江戸時代前期にかけての武将。前田家の家臣、加賀藩年寄。加賀八家奥村分家初代当主。発給文書で確認される実名は可郷（慶長期）→栄郷（元和期）→易英（寛永期）。

## 生涯
元亀2年（1571年）、前田氏の家臣・奥村永福の子として誕生。
天正12年（1584年）、佐々成政に末森城を攻められた際に父や兄と共に城を守る（末森城の戦い）。その後、1000石の知行を賜り世子、前田利常に仕える。天正18年（1590年）、豊臣氏の小田原征伐に出陣し八王子城攻めで戦功を立てる。また、慶長5年（1600年）、大聖寺城攻めで戦功を立て2000石加増される。慶長19年（1614年）、大坂冬の陣に従軍して真田丸の戦闘に参加し、4500石を加増される。慶長20年（1615年）の大坂夏の陣では父・永福と共に金沢城の留守居を務めた。元和2年（1616年）に加賀藩家老となり、前田利次や前田利治誕生の際には蟇目役を務めた。また父の死後、遺領3300石を相続している。
寛永20年（1643年）10月光高の江戸出仕の際に、前田貞里と共に金沢城代に任命された（再任）が、同年12月21日に死去、享年73。
家督は嫡男・和忠が先立って死去したため、奥村庸礼が嫡孫承祖した。また外孫の正富も養子となり1000石を賜り、分家して馬廻組となった。